# Siglo
Siglo ou Stora Siglo est une île dans le landskap Sunnhordland du comté de Vestland. Elle appartient administrativement à Fitjar.

## Géographie
Rocheuse et couverte d'une légère végétation, elle s'étend sur environ 2,016 km de longueur pour une largeur approximative de 1,165 km. 